# Mk 26 (пусковая установка)
Mk 26 (Mark 26) – американская пусковая установка для управляемых ракет. Применялась на кораблях ВМС США для запуска ракет «Стандарт» SM-1 и SM-2, ASROC и «Томагавк».
В настоящее время снята с вооружения и в качестве стандартной пусковой установки ВМС США заменена  установкой вертикального пуска Mk 41.

## Производство и обслуживание
- Производство и регламентное обслуживание пусковых установок, техническое обслуживание с выездом в порт стоянки — FMC Corp., Northern Ordnance, Inc., Миннеаполисский оружейный завод промышленного резерва флота, Миннеаполис, Миннесота;[2]
- Программно-аппаратный комплекс, сопряжение с системой управления вооружением корабля — Syscon Corp., Вашингтон, округ Колумбия.[3]

## Тактико-технические характеристики
| Характеристика               | Mod 1 | Mod 2 | Mod 3 |
| ---------------------------- | ----- | ----- | ----- |
| Масса установки без ракет, т | 77,2  | 98,9  | 120,6 |
| Боезапас, ракет              | 24    | 44    | 64    |

## Носители
- США – Ракетные крейсера типа «Вирджиния»
- США – Ракетные крейсера типа «Тикондерога» (первые пять кораблей, CG 47—51)
- США /  Китайская Республика - Эскадренные миноносцы типа «Кидд»